# Nazionale femminile di pallacanestro del Marocco
La nazionale femminile di pallacanestro del Marocco è la rappresentativa cestistica del Marocco ed è posta sotto l'egida della Federazione cestistica del Marocco.

## Piazzamenti

### Campionati africani
- 2000 - 4°

## Formazioni

### Campionati africani
Campionato africano femminile di pallacanestro 20004 L. el-Morabit, 5 N. Jyar, 6 Dahine, 7 A. Akokat, 8 Laroussi, 9 Z. Manfalouti, 10 R. Ceouane, 11 M. Aloui, 12 Zoukay, 13 Alhalli, 15 Z. Lahdhiri,        All. -